# Calligraphie

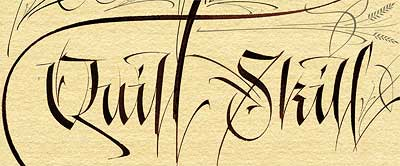
Calligraphie occidentale moderne.

La calligraphie est, étymologiquement, la belle écriture, l'art de bien former les caractères d'écriture manuscrite. Ce mot provient du grec ancien κάλλος / kállos, « beauté », et γράφω / gráphô, « écrire ».
Presque toutes les civilisations qui pratiquent l'écriture ont développé un art de la « calligraphie ». Toutefois, certaines d'entre elles l'ont élevé à un statut spécial en fonction des contextes historiques ou philosophiques particuliers. Cela peut amener à un questionnement, l'usage du mot « calligraphie » lorsqu'il est appliqué à des cultures non gréco-romaines.
Par exemple, la notion de « beau » n'apparaît pas dans le mot japonais qui est traduit en Occident par « calligraphie », le mot japonais 書道 (shodo) signifie « la voie de l'écrit » et ce concept de « voie » renvoie à un univers davantage bouddhique que purement esthétique. Parler de « calligraphie » dans le cas des écrits des grands maîtres ou des moines bouddhistes est même un contresens, dans la mesure où cet acte représente pour eux un dépassement de la dualité du beau et du laid (concept de « voie »).
Par ailleurs, la place de cet art en Asie a été très différente de sa place en Occident, puisque l'apprentissage de l'art du trait était la base de la formation classique du peintre en Asie, dans des civilisations qui ne séparent pas la lettre et le dessin. Dans plusieurs civilisations orientales, la calligraphie fait partie des sciences occultes, hiérurgie (la pensée, le pinceau, le trait et l'idée philosophique sont indissociables).
Elle est aussi en Occident l'art des moines copistes, mais aussi de grands calligraphes chargés de contribuer au prestige des souverains et de l’aristocratie. En cela, le travail des calligraphes était plus dans la recherche d’une exécution parfaite servant la gloire de leurs commanditaires, qu’une quête purement « esthétique », notion toute contemporaine.
Les différents courants de calligraphie correspondent à des styles d'écriture qui sont un sous-ensemble des styles d'écriture manuscrite.

## Calligraphie extrême-orientale

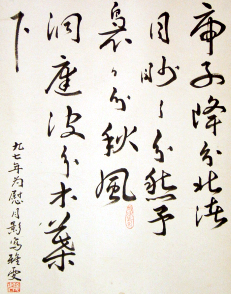
Calligraphie d'Iris Yawén Hsú (徐雅雯).

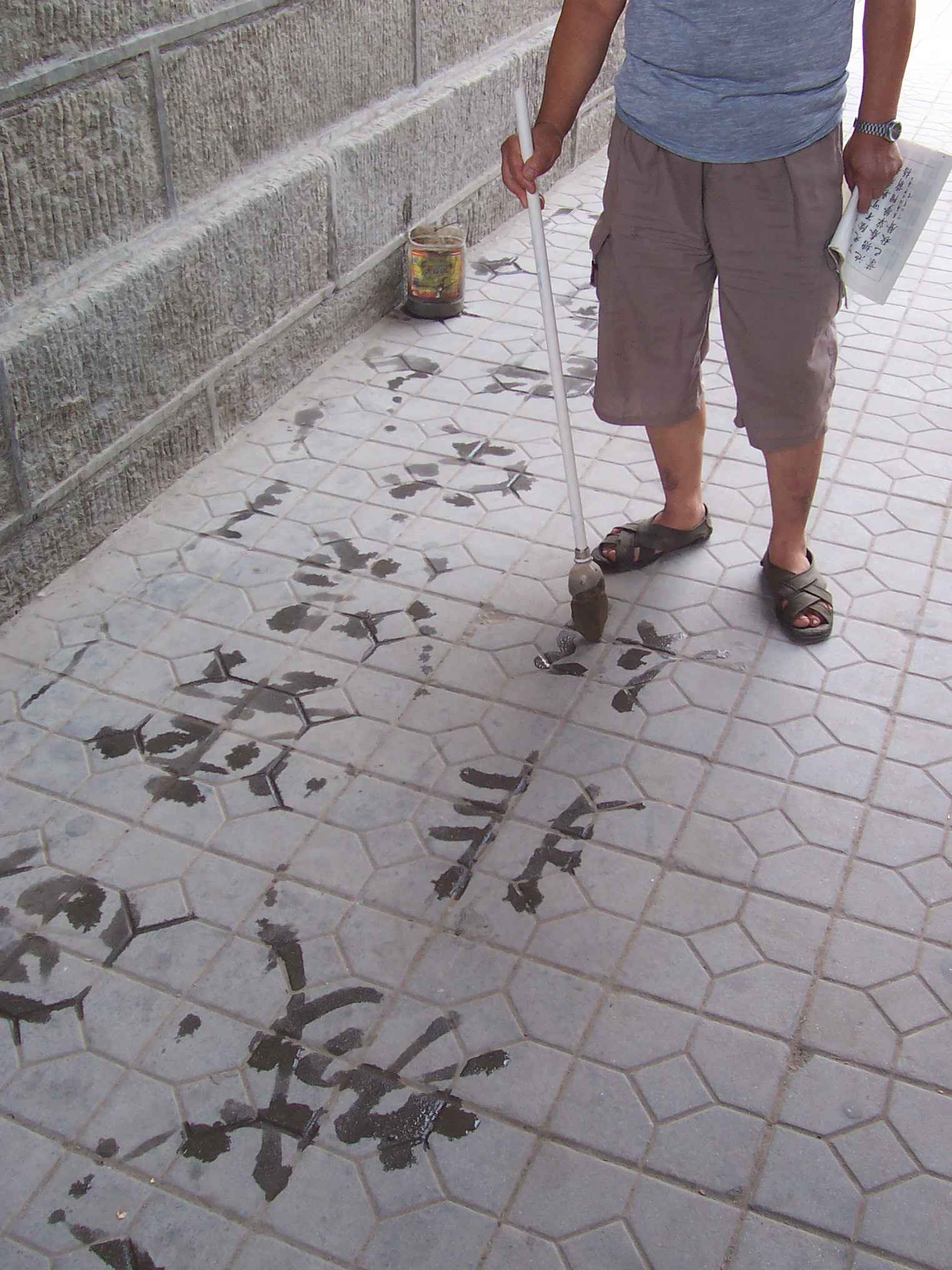
Chinois calligraphiant les classiques avec de l'eau.

### Développement
La tradition veut que les caractères chinois aient été inventés par Cang Jie (vers 2650 av. J.-C.). Ses compositions étaient fondées sur l'observation de la nature, c'est pourquoi on disait qu'il avait deux paires d'yeux. Une autre tradition fait remonter l'invention des caractères à Fuxi, le légendaire premier empereur. Quoi qu’il en soit, le fait est que l'art du trait a existé avant la fabrication des premiers pinceaux, gravé sur des carapaces de tortue dont il reste aujourd'hui quelques spécimens.
Le calligraphe est un lettré qui a la connaissance approfondie des textes spirituels et littéraires de sa culture ; il utilise toujours ce que la tradition a appelé les quatre trésors du lettré : bâton d'encre, pierre à encre, papier et pinceau. Ce ne sont pas des « objets », mais le prolongement du corps et de l'esprit du maître ou artiste qui agit dans « la voie ».
La calligraphie chinoise est le fondement de l'art chinois au sens moderne du terme, la beauté visuelle des idéogrammes, la technique sur laquelle elle s'appuie et les enjeux plastiques qui y sont liés incarnent l'ensemble des préceptes métaphysiques de la culture chinoise. Elle est devenue un art majeur.
L'écriture chinoise est une transcription de la langue chinoise, et des mots qui la composent, mais elle n'est pas pour autant phonétique. En général, il faut deux racines monosyllabiques pour composer un mot, et par conséquent deux caractères (sinogrammes). Toutes les racines sont monosyllabiques, chaque signe représente une idée et la langue écrite peut être lue dans toutes les langues de la Chine.
Néanmoins, un nombre écrasant de sinogrammes intègrent une dimension phonologique, en ce sens qu'ils reposent sur la ressemblance phonique de deux mots différents. Ainsi, le caractère qui veut dire « maman » s'inspire de celui qui transcrit le mot ma (« cheval »). On nomme parfois ces caractères, qui sont majoritaires, des « phonologogrammes ».
Si la langue graphique codifiée existe depuis 4 000 ans, les idéogrammes de la langue classique chinoise existent depuis presque 3 000 ans (VIe siècle av. J.-C.) et c'est vers 210 avant Jésus-Christ que Li Sseu déclarait : « Dans l'écriture d'un caractère, ce n'est pas seulement la composition qui importe, c'est aussi la force du coup de pinceau. Faites que votre trait danse comme le nuage dans le ciel, parfois lourd, parfois léger. C'est seulement alors que vous imprégnerez votre esprit de ce que vous faites et que vous arriverez à la vérité. »

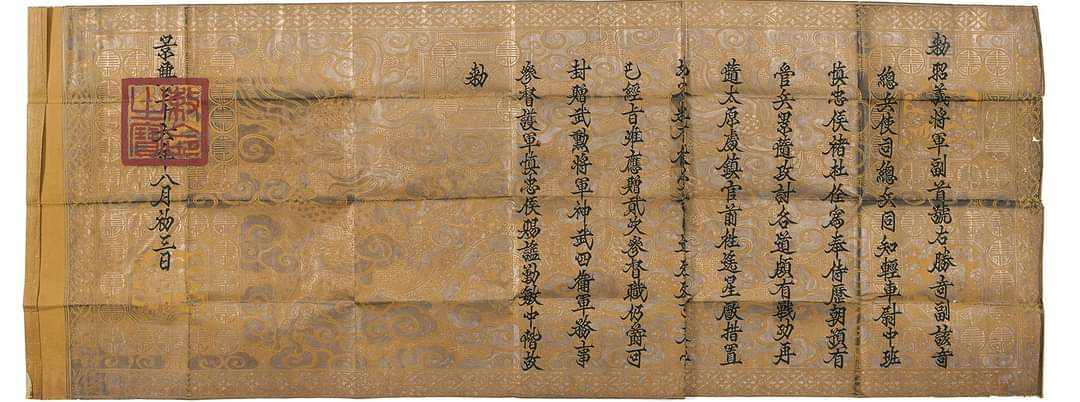
Calligraphie vietnamienne par les Chinois classiques de la fin de la dynastie Le, XVe siècle

La calligraphie est la forme d'art la plus caractéristique de l'aire culturelle chinoise, et les styles de peinture traditionnels en sont directement issus. Elle est à l'origine même de l'art au sens occidental du terme, la création plastique étant indissociable des visées utilitaires de l'écriture.
Cet art s'est également beaucoup développé au Japon, de nombreux caractères appelés kanji (mot japonais signifiant littéralement « écriture des Han » et désignant les idéogrammes) étant communs aux deux langues. Mais en raison du fait que, grammaticalement, le japonais est totalement différent de la langue chinoise, les Japonais ont été obligés de créer deux syllabaires : hiragana et katakana.
La calligraphie s'y est donc implantée aussi fermement qu'en Chine, sur la base de la copie des textes bouddhistes, de la poésie et de la littérature également. En raison de la présence de ces deux syllabaires, la calligraphie japonaise doit ses lettres de noblesse à la calligraphie au pinceau fin, tandis que la calligraphie chinoise aura toujours tendance à privilégier des traits plutôt charnus. La différence dans la fabrication des pinceaux entre ces deux pays tient compte de cela, même aujourd'hui dans le cadre d'une fabrication artisanale totalement manuelle.
La calligraphie n'existe pas sans l'art de la gravure des sceaux (篆刻, tenkoku). De même que pour les encres et pigments (pour la peinture), l'artiste grave lui-même son sceau. Une œuvre peut contenir de 1 à 7 sceaux différents.
La meilleure position pour calligraphier est au sol, avec une feutrine.
L'apprentissage de la calligraphie en Asie est la base de la peinture qui est un art très particulier du trait. En cela, la formation classique de l'artiste en Asie diffère de celle en Occident. La notion de « couleur » n'est également pas la même. Pour un Occidental, l'encre est « noire », ce qui, en réalité, n'est pas le cas : les encres de qualité (en bâton) ont toutes des nuances de couleurs.

### Outils
La calligraphie extrême-orientale a pour outils les quatre trésors du lettré :
- le pinceau de calligraphie chinois ou japonais. Le manche est différent, la composition des poils également[5].
- le papier traditionnel chinois, appelé à tort « papier de riz », car le papier traditionnel chinois le plus utilisé contient un peu de paille de riz, en plus de l'aubier du qing tan, santal bleu[6]. Ce papier est appelé en chinois xuan zhi (en japonais sen-shi ou gasen-shi). Le papier japonais ne contient jamais de paille de riz[7].
- le bâton d'encre : le bâton d'encre de Chine est un composé de suie (noir de fumée) et de musc. Ce n'est pas le liquide noir émis par les céphalopodes.
- la pierre à encre : l'artiste fabrique ainsi son encre lui-même. Utiliser de l'encre chimique (préfabriquée et vendue en bouteille), même lorsqu'on débute dans cet art, est une erreur[réf. nécessaire].

### Jeux de caractères
La nature non phonétique des sinogrammes entraîne un répertoire graphique très étendu (10 516 caractères sont répertoriés en 121 et plus de 40 000 le sont dans l'édition de 1717), car l'imprimerie, d'origine chinoise, loin de freiner l'usage du pinceau, a contribué à la diffusion des répertoires de styles calligraphiques et de leur pratique[réf. nécessaire]. Tout ceci explique en grande partie l'équivalence entre écriture et art en Chine.

## Calligraphie arabe

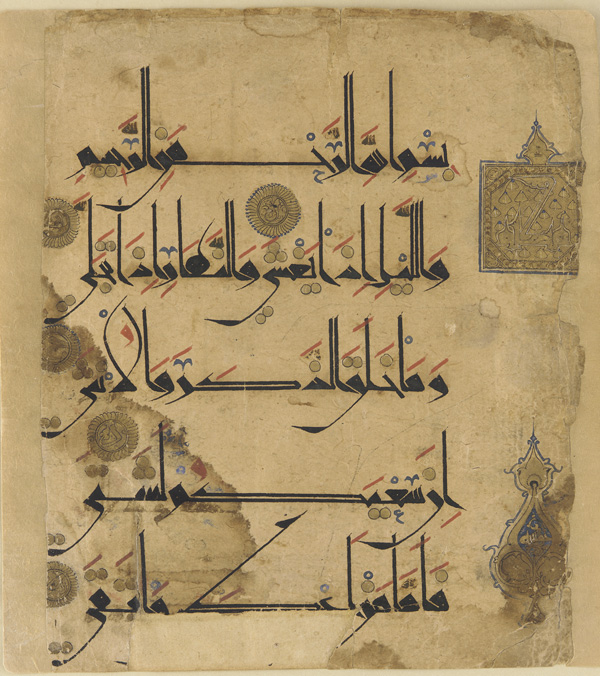
Folio de Coran en coufique, XIe siècle.

L'utilisation de l'écriture comme un art est l'une des composantes les plus caractéristiques des arts de l'Islam.
L'arabe est la langue de la révélation coranique pour la religion musulmane. Cette langue se diffuse très rapidement dans tout le monde islamique, pendant la conquête musulmane. L'écriture fait de même, puisque très tôt, le Coran est recopié, et l'écrit devient un des principaux moyens de diffusion du message religieux. Si la langue est à la fois un outil liturgique, de communication et de transmission de savoir, l'écriture possède donc, parallèlement, une triple fonction : religieuse, utilitaire et ornementale. L'écriture varie selon la nature et la destination des écrits et des supports.
On compte de nombreux styles calligraphiques, divisés en deux grandes catégories : le kufique, aux caractères angulaires, qui naît très tôt avec l'écriture hijazi des premiers Corans et se développe, tant en Égypte qu'en Iran et le cursif, aux caractères déliés. Ces deux grands types varient énormément, selon le pays et l'époque où ils sont employés. On peut citer par exemple, pour les calligraphies angulaires, le kufique tressé, où les hampes se mêlent, ou encore le kufique animé, dont les lettres se terminent par des visages humains et animaux.
Dans les cursifs, on distingue en général six styles canoniques :
- le naskhî, l’un des premiers à se développer, rapide et lisible, très utilisé dans le monde arabe. Une de ses variantes, le maghribî, est usitée en Al-Andalus et au Maghreb ;
- le muhaqqaq, en faveur sous les Mamelouks, penché vers la gauche ;
- le thuluth, également très utilisé à la période mamelouke en Égypte, qui se caractérise par la hauteur des hampes ;
- le rayhânî ;
- le riqâ’, proche du thuluth, qui sert uniquement dans des documents administratifs ;
- le tawqî’, à propos duquel on peut faire la même remarque.

Pour les langues étrangères qui sont différentes de l'arabe (persan, turc, berbère, ourdou, croate ou encore swahili), d'autres styles se développent, comme le nasta'lîq, écriture inclinée, mélange du naskhî et du ta'lîq, qui sert en particulier dans les manuscrits persans.
La déclinaison en un vaste corpus de calligraphies n'empêche pas une unité rarement présente dans le reste de l'art islamique : l'écriture est donc un symbole fort d'unification et de distinction, qui mène parfois à la création de pseudo-calligraphies, illisibles, mais marqueurs forts d'une identité islamique.

## Calligraphie hébraïque

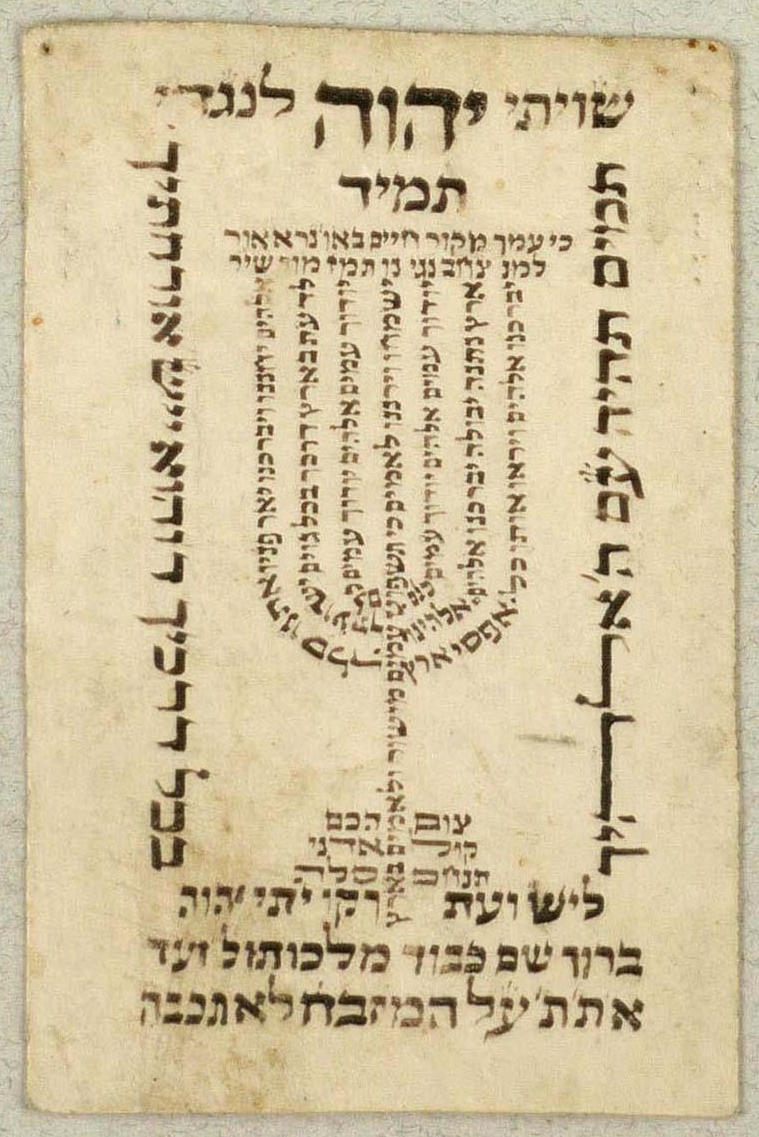

## Calligraphie géorgienne

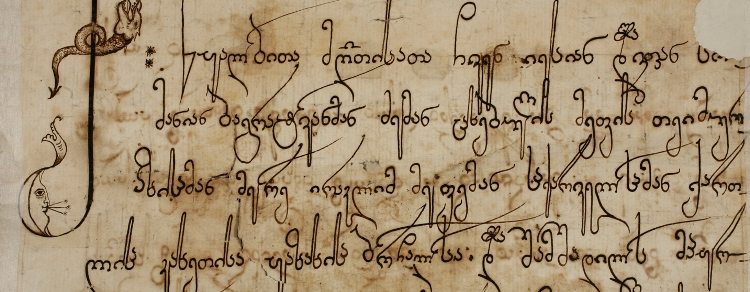

### Musées de la calligraphie
- Musée national de l'enluminure, de la miniature et de la calligraphie d'Alger, à Alger, Algérie
- Musée contemporain de la calligraphie, parc Sokolniki, à Moscou
- Musée contemporain de calligraphie
- Bartlhaus
- Hill Museum & Manuscript Library (en) (site du musée)
- Karpeles Manuscript Library Museum (en) à Jacksonville (bibliothèque de manuscrits Karpeles)
- Musée des manuscrits (MsM)
- Musée de la calligraphie Naritasan
- Victoria and Albert Museum : la collection de calligraphies modernes de la Bibliothèque nationale d'art (site du musée)
- Musée Ditchling (en) (site du musée)
- Musée de Klingspor (site du musée)
- Musée Sakıp Sabancı (site du musée)